# Landgericht Uffenheim
Das Landgericht Uffenheim war ein von 1808 bis 1879 bestehendes bayerisches Landgericht älterer Ordnung mit Sitz in Uffenheim im Rezatkreis. Die Landgerichte waren im Königreich Bayern Gerichts- und Verwaltungsbehörden, die 1862 in administrativer Hinsicht von den Bezirksämtern und 1879 in juristischer Hinsicht von den Amtsgerichten abgelöst wurden.

## Lage
Das Landgericht grenzte im Nordosten an das Herrschaftsgericht Hohenlandsberg und das Landgericht Markt Bibart, im Süden an das Landgericht Rothenburg, im Südwesten am Landgericht Windsheim und im Nordwesten an das Landgericht Aub und das Landgericht Marktbreit (beide Untermainkreis).

## Struktur

### Steuerdistrikte
Das Landgericht wurde in 21 Steuerdistrikte aufgeteilt, die vom Rentamt Uffenheim verwaltet wurden:
- Adelhofen mit Aspachhof und Brackenlohr;
- Bergtheim mit Geckenheim, Hasenmühle, Kirchmühle, Rittermühle, Simonsmühle und Unterickelsheim;
- Buchheim mit Dorfmühle, Mistmühle, Pfaffenhofen, Rannachmühle und Simonsmühle;
- Equarhofen mit Grünmühle;
- Ergersheim mit Rummelsmühle, Seemühle und Wiebelsheim;
- Ermetzhofen mit Custenlohr, Kellermühle, Neuherberg und Obermühle;
- Gnodstadt;
- Gollachostheim mit Jörgleinsmühle und Rodheim;
- Gollhofen mit Herrenmühle, Stoffelsmühle und Ziegelhütte;
- Gülchsheim mit Geißlingen;
- Ippesheim mit Conradsmühle, Doktormühle, Jacobsmühl, Lanzenmühle, Reusch, Rothmühle, Schloßmühle, Schreinersmühle, Stoffelsmühle, Zellesmühle und Ziegelhütte;
- Langensteinach mit Kleinharbach;
- Lipprichhausen mit Hemmersheim, Obere Mühle, Pfahlenheim, Reutersmühle und Untere Mühle;
- Martinsheim mit Enheim, Enheimermühle, Martinsheimermühle und Oberickelsheim;
- Mörlbach mit Habermühle und Hinterpfeinach und Vorderpfeinach;
- Seenheim mit Dorfmühle und Rudolzhofen;
- Simmershofen mit Auernhofen, Gäßlersmühle, Holzhausen und Walkershofen;
- Uffenheim mit Fallhaus, Hummelsberg, Mittlere Mühle, Obere Mühle und Riedmühle;
- Ulsenheim mit Uttenhofen und Zollhaus;
- Wallmersbach mit Hohlach;
- Welbhausen mit Obermühle.
- Frankenberg zu Nenzenheim.

### Gemeinden
1820 gehörten 1 Munizipalgemeinde und 39 Ruralgemeinden zum Landgericht:
- Adelhofen;
- Auernhofen;
- Bergtheim mit Ober- oder Rückertsmühle, Unter- oder Zapfenmühle;
- Brackenlohr mit Aspachhof;
- Buchheim mit Mistmühle (=Mittelmühle?), Rannachmühle;
- Custenlohr mit Hinterpfeinach und Vorderpfeinach;
- Enheim  mit Enheimermühle;
- Equarhofen mit Bollenmühle, Grubenmühle (=Grünmühle);
- Ergersheim mit Rummelsmühle und Seemühle;
- Ermetzhofen mit Kellermühle und Obermühle;
- Geckenheim  mit Frankenberg und Hasenmühle;
- Geißlingen;
- Gnodstadt;
- Gollachostheim mit Jörgleinsmühle;
- Gollhofen mit Herrenmühle, Stoffelsmühle und Ziegelhütte;
- Gülchsheim;
- Hemmersheim;
- Hohlach;
- Ippesheim mit Doktormühle, Jackenmühle, Rothmühle, Schreinersmühle, Stoffelsmühle und Ziegelhütte;
- Langensteinach mit Kleinharbach;
- Lipprichhausen mit Obere Mühle und Untere Mühle;
- Martinsheim mit Martinsheimermühle;
- Mörlbach mit Habermühle;
- Neuherberg;
- Oberickelsheim;
- Pfaffenhofen mit Dorfmühle, Mittelmühle (?), Simonsmühle;
- Pfahlenheim mit Dorfsmühle (?);
- Reusch mit Dorfsmühle (?), Krämersmühle (?), Lanzenmühle, Schloßmühle und Zellesmühle;
- Rodheim;
- Rudolzhofen;
- Seenheim mit Dorfmühle;
- Simmershofen mit Geleinsmühle (=Gäßlersmühle) und Holzhausen;
- Uffenheim mit Fallhaus, Hummelsberg, Mittlere Mühle, Obere Mühle und Riedmühle;
- Ulsenheim;
- Unterickelsheim;
- Uttenhofen mit Zollhaus;
- Walkershofen;
- Wallmersbach;
- Welbhausen mit Dorfmühle (=Obermühle);
- Wiebelsheim.

1818 gab es im Landgericht Uffenheim 13273 Einwohner, die sich auf 3074 Familien verteilten und in 2929 Anwesen wohnten.
Nenzenheim kam hinzu, Gollhofen wurde an das Herrschaftsgericht Markt Einersheim abgegeben.
1840 hatte das Landgericht Uffenheim eine Gebietsfläche von 41⁄2 Quadratmeilen (≈247 km²). Es gab 14152 Einwohner, wovon 626 Katholiken und 13532 Protestanten und 354 Juden waren. Es gab 78 Ortschaften: 1 Stadt, 1 Markt, 25 Pfarrdörfer, 11 Kirchdörfer, 3 Dörfer, 4 Weiler und 33 Einöden. Insgesamt gab es 40 Gemeinden: 1 Magistrat 3. Klasse, 1 Marktgemeinde und 38 Landgemeinden:
Mit der Auflösung des Herrschaftsgerichtes Hohenlandsberg zum 1. Oktober 1850 kamen die Gemeinden Bullenheim und Gnötzheim hinzu. Am 25. August 1857 wurden beide Gemeinden an das Landgericht Marktbreit überwiesen zuzüglich der Gemeinden Enheim und Martinsheim.